# Lillian Russell
Lillian Russell, née Helen Louise Leonard le 4 décembre 1860 à Clinton aux États-Unis et morte le 6 juin 1922 à Pittsburgh (États-Unis), est une actrice et chanteuse américaine de la fin du XIXe siècle, début du XXe siècle. Connue pour sa beauté et son style, ainsi que pour sa voix et sa présence scénique, elle est considérée comme l'un des Sex-symbol de son époque.
Lillan Russell naît dans l'Iowa, mais grandit à Chicago. Ses parents se séparent quand elle a dix-huit ans, elle déménage alors à New York avec sa mère. Elle commence rapidement à exercer professionnellement en chantant pour Tony Pastor et joue un rôle dans l'opéra-comique sur lequel Gilbert et Sullivan travaillent. Elle épouse le compositeur Edward Salomon (en) en 1884, qui lui donne quelques rôles dans plusieurs de ses opéras à Londres mais, en 1886, celui-ci est arrêté pour bigamie. Lillian Russell se marie à quatre reprises, mais sa relation la plus longue est celle avec Diamond Jim Brady (en), qui accepte son style de vie extravagant durant quatre décennies.
En 1885, Lillian Russell retourne à New York et continue à jouer dans des opérettes et des comédies musicales. Pendant de nombreuses années, elle est la chanteuse principale d'opérettes en Amérique et tourne en continu jusqu'à la fin du XIXe siècle. En 1899, elle rejoint le Music-hall de Lew Fields (en) et Weber, où elle joue durant cinq ans. Après 1904, elle commence à avoir des difficultés vocales et passe à des rôles dramatiques. Elle revient plus tard pour des rôles musicaux dans le vaudeville et se retire finalement vers 1919. Quelques années plus tard, Lillian Russell écrit un article pour plaider en faveur du droit de vote des femmes : elle devient une conférencière populaire.

## Vie et carrière
Lillian Russell naît Helen Louise Leonard à Clinton (Iowa). Son père, Charles E. Leonard, est éditeur de journaux tandis que sa mère, Cynthia Leonard (en), suffragette, est la première femme à briguer la mairie de New York. La famille déménage à Chicago en 1865. Lillian rentre au couvent du Sacré-Cœur (de 7 à 15 ans) puis à l'Institut Park. Son père s'associe dans l'imprimerie Knight & Leonard tandis que sa mère devient une activiste dans le mouvement des droits des femmes. Lillian, appeleé "Nellie" durant son enfance, excelle au théâtre scolaire. Durant son adolescence, elle étudie la musique en privé et chante dans des chorales. En décembre 1877, elle joue dans une production amateur Time Tries All au Chickering Hall à Chicago.

### Début de carrière
Lorsque Russell a dix-huit ans quand ses parents se séparent ; elle déménage avec sa mère à New York. Elle est bientôt engagée par Walter Sinn, mais rompt rapidement son contrat à la suite d'un certain succès obtenu dans le chœur du Park Theatre de Brooklyn. Elle étudie le chant avec Leopold Damrosch. En novembre 1879, elle fait sa première apparition à Broadway dans le théâtre de Tony Pastor où elle est présentée comme une chanteuse de ballades anglaises. Pastor, reconnu comme étant le père du Vaudeville, aux États-Unis, est à l'origine de l'émergence de nombreux artistes de renom,.
.

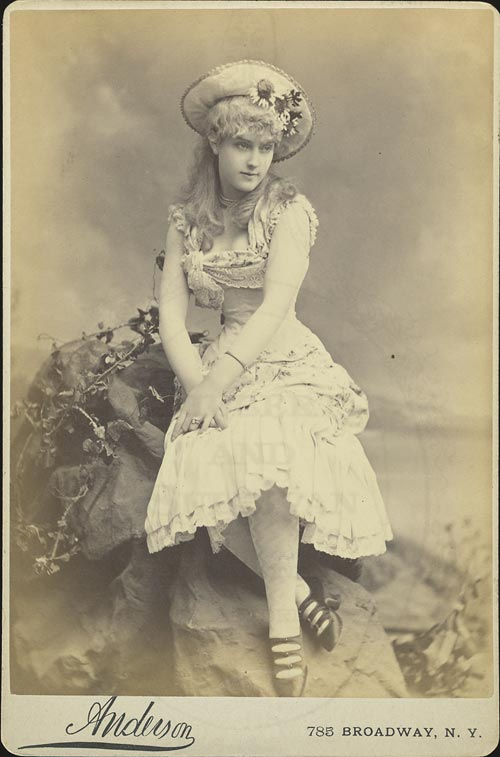
Lillian dans Patience en 1882

Elle rejoint une production de tournée de Gilbert et Sullivan dans l'opéra comique H.M.S. Pinafore, en 1879. Deux semaines plus tard elle épouse le chef d'orchestre Harry Braham après avoir découvert qu'elle était enceinte. Elle donne naissance à un fils, également nommé Harry, mais celui-ci décède accidentellement. En 1881, elle joue le rôle de premier soprano de Mabel dans un spectacle Victorian burlesque : The Pirates of Penzance au théâtre de Pastor. Elle joue ensuite au Bijou Theatre (en) dans le rôle de Djenna dans The Great Mogul puis avec le McCaull Comic Opera Company (en) où elle joue Bathilde dans Les noces d'Olivette. Elle joue également le rôle principal pour Gilbert et Sullivan dans Patience et celui d'Aline dans The Sorcerer (en) en 1882 au Bijou Theatre. Au Casino Theatre de New York, en 1883, elle joue Phoebe dans Billee Taylor (en), composé par Edward Salomon (en), qui est alors directeur de la musique pour Pastor.
Lillian Russell épouse Salomon en 1884 : un an plus tard naît leur fille, Dorothy Lillian Russell. Lillian part en voyage en Angleterre avec Salomon. Là, elle joue d'abord Virginie au Théâtre Gaiety (en) dans la pièce Paul et Virginie , suivi par le rôle principal dans Pocahontas. À Londres, elle est engagée pour le rôle principal de Princess Ida : en conflit avec William S. Gilbert elle est rejetée durant les répétitions. Elle retourne ensuite en Amérique, pour une tournée pour Pastor dans les opéras comiques de Salomon, en tant que Pepita; or, the Girl with the Glass Eyes (en),. Elle joue dans des théâtres de New York et dans des tournées d'opérettes. En 1886, Salomon est arrêté pour bigamie du fait que son précédent mariage n'avait pas été dissous. Lillian obtient le divorce de Salomon en 1893.
Durant ces années, Lillian continue à jouer dans des opéras-comiques et des comédies musicales. En 1887, elle joue le rôle de Carlotta dans Gasparone de Carl Millöcker à New York au Manhattan Theatre (en), avec Eugène Oudin (en) et J. H. Ryley (en). Plus tard, la même année, elle est de retour au Casino Theatre dans le rôle principal de Dorothy (opéra) (en). Les années suivantes, elle continue à jouer dans des opérettes et des comédies musicales dans des théâtres de Broadway. À cette époque, elle apparaît dans le rôle principal dans La Grande-duchesse de Gérolstein, en tant que Fiorella dans Les Brigands, Teresa dans The Mountebanks (en), Marion dans La Cigale, Rosa dans princess nicotine, mais aussi d'autres rôles.

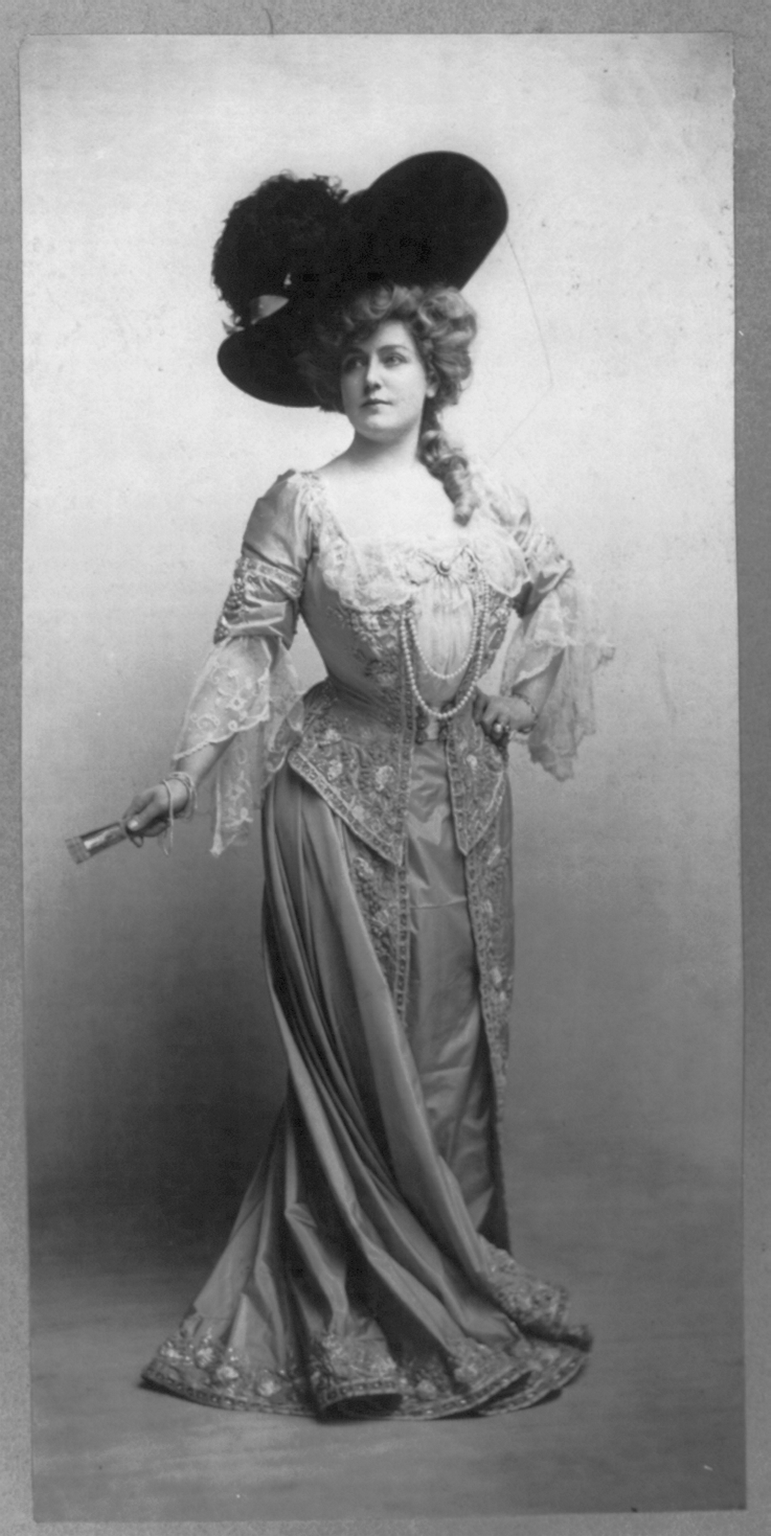
Russell in Lady Teazle (1904)

Pendant de nombreuses années, Lillian est la chanteuse principale de nombreuses opérettes en Amérique. Sa voix, sa présence en scène et sa beauté la rendent très populaire dans les médias mais aussi auprès du public. L'actrice Marie Dressler déclare : « Je me souviens encore de l'élan d'admiration et de respect marquant son entrée en scène. Et puis le tonnerre d'applaudissements qui balaie de l'orchestre au dernier balcon ». Lorsque Alexander Graham Bell lance son service de téléphonie longue distance, le 8 mai 1890, la voix de Lillian est le premier son entendu sur la ligne téléphonique : de New York, Lillian Russell chante Sabre Song au public de Boston et Washington.
En 1893, Lillian Russell demande le divorce d'avec Salomon et rejoint la JC Duff Opera Company, avec qui elle part en tournée. Elle épouse le ténor John Haley Augustin Chatterton (connu professionnellement en tant que Signor Giovanni Perugini) en 1894. Ils se séparent rapidement et divorcent en 1898. Au printemps 1894, elle retourne à Londres pour jouer Betta dans La Reine de brillants de Jacques Offenbach puis elle joue le même rôle, dans la production de New York au Théâtre de l'Abbaye. Elle y reste, jouant plusieurs rôles, mais quand ce théâtre ferme en 1896, elle continue de jouer à Broadway dans plusieurs opérettes d'Offenbach, Victor Herbert et d'autres rôles, comme Erminie (en) (au Casino Theatre) en 1899.
Durant quarante ans, Lillian Russell est également la compagne de l'homme d'affaires Diamond Jim Brady (en), qui la comble de cadeaux les plus divers, de diamants et de pierres précieuses, lui assurant son style de vie extravagant.

### Plus tardivement

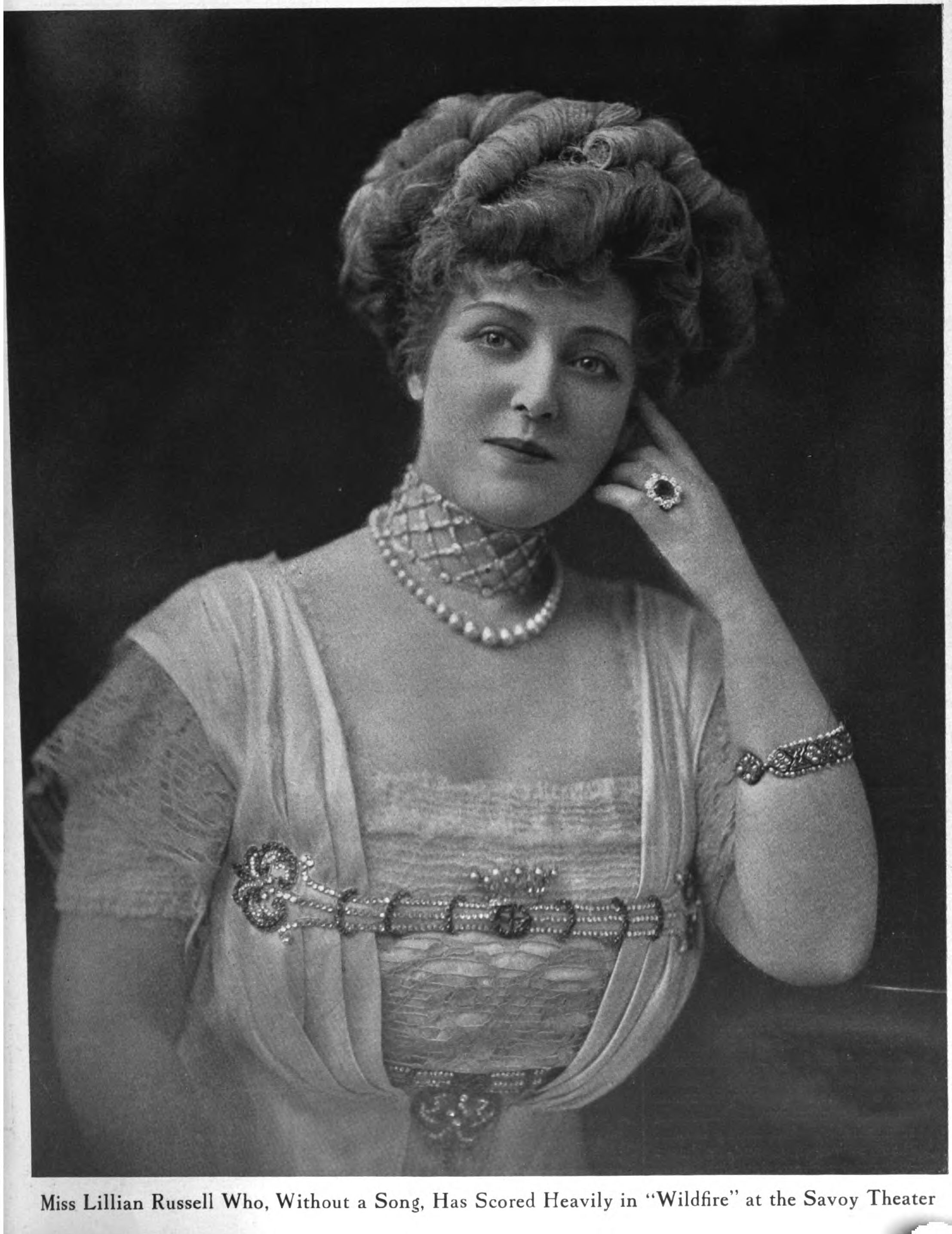
Lillian Russell dans Wildfire

En 1899, Lillian Russell rejoint le Music-hall de Lew Fields (en) et Weber, où elle joue dans des divertissements burlesques et autres jusqu'en 1904. Sa première production est Fiddle-dee-dee, en 1899, dans laquelle apparaissent également DeWolf Hopper, Fay Templeton (en) et David Warfield (en). Ses autres morceaux favoris sont Whoop-de-doo et The Big Little Princess. Avant la production de Twirly Whirly (1902), John Stromberg (en), qui lui avait composé plusieurs chansons à succès, reporte durant plusieurs jours, le don d'un morceau destiné à Lillian Russell, en disant qu'il n'était pas prêt. Quand il se suicide quelques jours avant la première répétition, la partition de Come Down Ma Evenin Star est découverte dans la poche de son manteau. Elle devient la chanson phare de Lillian Russell et est la seule, connue pour avoir été enregistrée.
Laissant Weber et Fields, elle joue le rôle principal de Lady Aigremont, en 1904, au Casino Theatre, puis joue des rôles dans des vaudevilles. À partir de 1904, Lillian Russell commence à avoir des difficultés vocales, mais ne se retire pas de la scène. Elle passe plutôt à des comédies non musicales, tournées sous la direction de James Brooks. En 1906, elle joue le rôle principal dans Barbara's Millions et en 1908, elle est Henrietta Barrington dans Wildfire. L'année suivante, elle interprète Laura Curtis dans The Widow's Might. En 1911, elle part en tournée dans In Search of a Sinner. Lillian Russell retourne ensuite au chant, apparaissant dans le burlesque, la variété et d'autres divertissements.
En 1912, elle épouse son quatrième mari, Alexander Pollock Moore (en), propriétaire du Pittsburgh Leader (en) et se retire quasiment de la scène. Le mariage a lieu à Pittsburgh au Schenley Hôtel, qui est aujourd'hui un site historique national et un bâtiment de l'Université de Pittsburgh. Lillian Russell vit pendant un temps, dans la suite 437 de l'hôtel. La même année, elle fait sa dernière apparition à Broadway dans Hokey Pokey. En 1915, Lillian Russell apparaît avec Lionel Barrymore dans le film Wildfire, basé sur la pièce du même nom, en 1908, dans laquelle elle apparaissait. Il s'agit de l'une de ses rares apparitions cinématographiques. Elle chante ensuite dans le Vaudeville jusqu'en 1919 quand la maladie la force à se retirer de la scène après une longue carrière de quarante ans.
Des années plus tard, Lillian Russell écrit un article et plaide pour le suffrage des femmes (comme sa mère avant elle). Elle devient une conférencière populaire, prônant une philosophie optimiste de l'auto-assistance, et attire les foules. Au cours de la Première Guerre mondiale, elle est recruteuse pour le Corps des Marines des États-Unis et recueille des fonds pour l'effort de guerre. Elle devient une femme riche, et pendant la grève des Equity (1919) elle fait un important don d'argent pour parrainer la formation du Chœur de l'Equity Association par les choristes du Ziegfeld Follies. Selon l'édition du The New York Times (17 mars 1922, Lillian Russell voyage à bord du RMS Aquitania de Southampton à New York : « [Elle] crée un précédent en agissant en tant que responsable des concerts du navire, la première femme selon les archives, à diriger un divertissement à bord des bateaux »
Lillian Russell meurt à son domicile de Pittsburgh, en Pennsylvanie, le 6 juin 1922, peu après l'achèvement d'une mission d'établissement des faits en Europe au nom du président Warren Gamaliel Harding. La mission consiste à étudier l'augmentation de l'immigration. Elle recommande un moratoire de cinq ans sur l'immigration et ses conclusions contribuent à une loi (en 1924) sur la réforme de l'immigration. Elle est victime de blessures, apparemment mineures, lors du voyage de retour, qui se compliquent : elle meurt au bout de dix jours, de sa maladie. Elle est enterrée, avec les honneurs militaires, dans un mausolée privé, dans le Cimetière d'Allegheny à Pittsburgh.

## Postérité

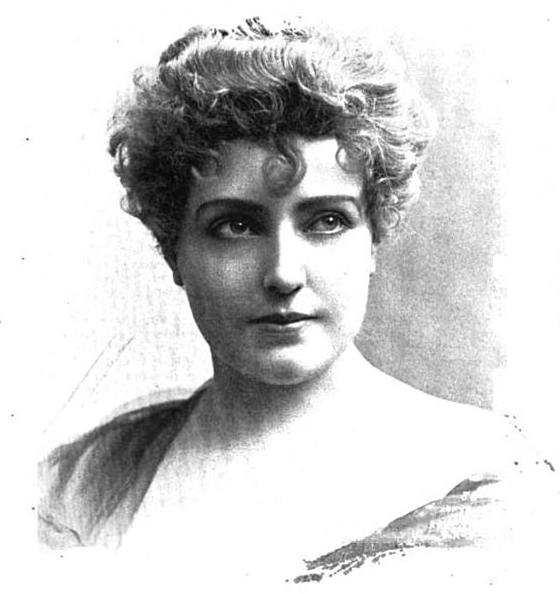
Lillian Russell en 1897

Un portrait en pied, de Lillian Russell, est peint, en 1902, par l'artiste américain Adolfo Müller-Ury (en) (1862-1947). Celui-ci en peint un second (demi-longueur ovale), mais les deux portraits ont disparu.
Un film est tour,né sur Lillian Russell, mais celui-ci présente une version édulcorée de sa vie. Il est dirigé par Irving Cummings qui, adolescent commence sa carrière et tourne avec Russell dans Wildfire en 1908. Le rôle de Lillian est interprété par Alice Faye : elle est accompagnée (entre autres) d'Henry Fonda, Don Ameche, Edward Arnold et Warren William.
Le Lillian Russell Theater, à bord d'un bateau-théatre de la ville de Clinton, Iowa, présente des spectacles d'été.
Le bâtiment des activités étudiantes (Union William Pitt) de l'Université de Pittsburgh, a conservé la chambre de Lillian Russell, au quatrième étage, dans les bureaux de The Pitt News, chambre dans laquelle elle vivait quand le bâtiment était alors l'Hôtel Schenley. La chambre contient un portrait de Russell.

### Photos de Lillian Russell
- (en) galerie photographique
- (en) Photos de Lillian Russell et son mari Alexander Moore (1922)
- (en) Photographies de Lillian Russell
- (en) "Famous Tightlacers" Photos de Lillian Russell
- (en) Galerie photographique de Lillian Russell - NYP Library
- (en) Dorothy Russell, la fille de Lillian